# Ludodactylus
Ludodactylus es un género extinto de pterosaurio pterodactiloide ornitoqueírido de la época del Aptiense en el Cretácico Inferior, hallado en la formación Crato de Ceará, Brasil. 

## Denominación
El nombre del género fue acuñado por Eberhard Frey et al. en 2003. La especie tipo es Ludodactylus sibbicki. El nombre del género se deriva del latín ludus, "juego" y el griego daktylos, "dedo". Ludus se refiere al hecho, muy deplorado por los paleontólogos, de que muchos juguetes de pterosaurios combinan dientes en una cabeza crestada similar a la de Pteranodon, aunque no se conocía ninguna criatura real así, al menos hasta el descubrimiento de Ludodactylus que muestra exactamente esa combinación de características. "Dactylus", en referencia al característico dedo alargado del ala, que es un elemento común en los nombres de pterosaurios desde que el primer género conocido fue nombrado, Pterodactylus. El nombre de la especie "sibbicki" es un homenaje al paleoartista John Sibbick, quien ilustró el libro de Peter Wellnhofer The Illustrated Encyclopedia of Pterosaurs (la enciclopedia ilustrada de los pterosaurios).

## Descripción

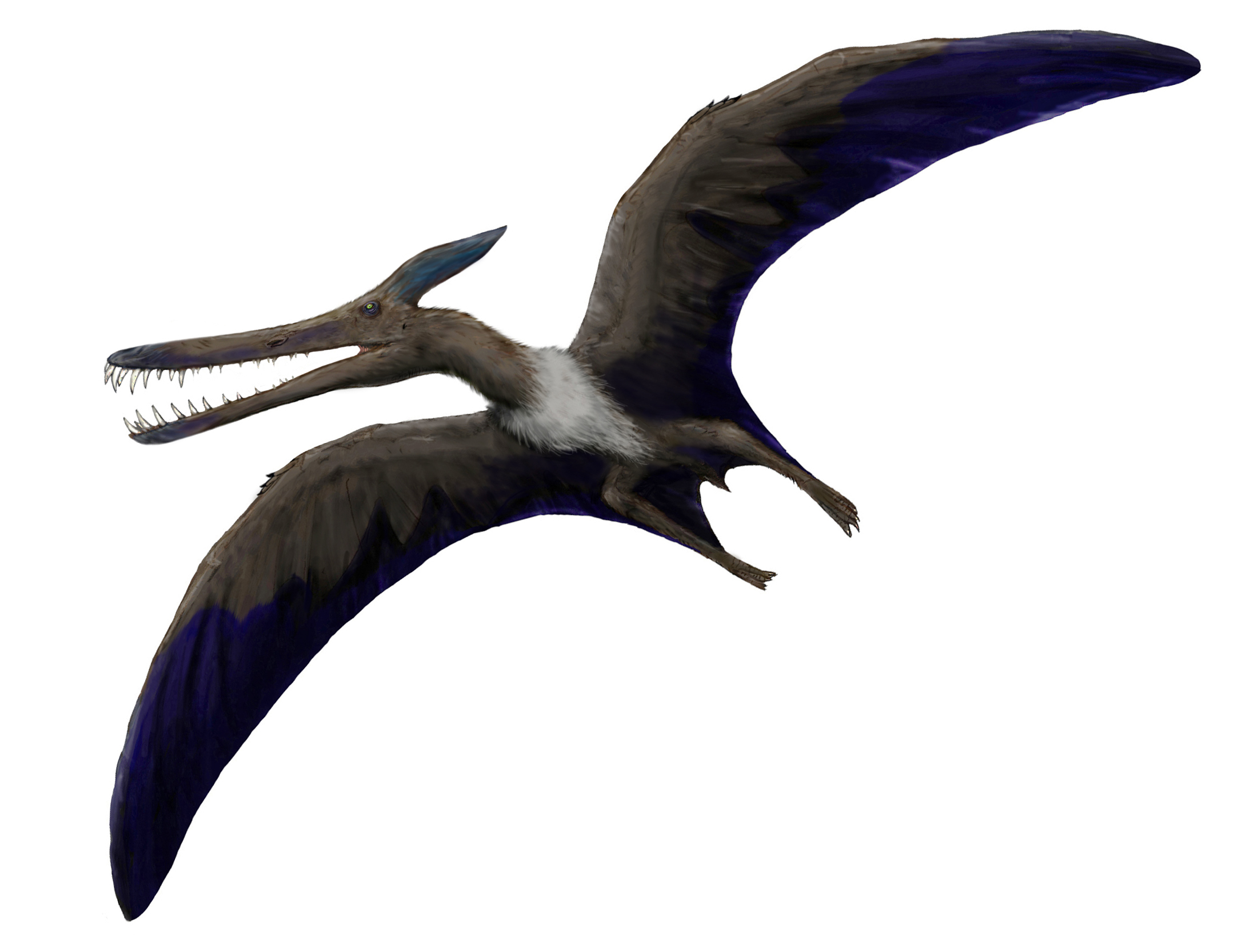
Recreación de un Ludodactylus.

Ludodactylus está basado en el holotipo SMNK PAL 3828, un cráneo que carece de parte de la cresta craneal, que fue removida de la placa antes de que el fósil fuera vendido. A diferencia de otros ornitoqueíridos, no tenían una cresta premaxilar sobre el hocico, pero tenía la cresta en la parte posterior del cráneo. Frey et al. interpretó la profunda boca como una cresta sobre la mandíbula inferior. Atrapada entre las ramas de la mandíbula hay una hoja de yuca; Frey sugirió que el animal la atrapó en su hocico y trató sin éxito de desalojarla (el borde de la hoja está fragmentado), y posiblemente murió de inanición o de una complicación resultado del hambre. El cráneo pudo haber medido algo más de 66 centímetros de largo. La envergadura se ha estimado en cuatro metros. 

## Clasificación
Frey et al. en 2003 asignaron a Ludodactylus a los Ornithocheiridae. En 2007 Frey consideró que era un posible sinónimo más moderno de Brasileodactylus. Sin embargo, Andres y Myers (2013), en un extenso análisis cladístico de los pterosaurios, hallaron que Ludodactylus estaría algo más emparentado con los ornitoqueíridos y anhanguéridos que a Brasileodactylus. En el análisis de Andres y Myers, Ludodactylus es clasificado justo por fuera de Ornithocheiridae y Anhangueridae como un miembro derivado de un grupo más inclusivo, Pteranodontoidea.